# 石川県庁舎
石川県庁舎（いしかわけんちょうしゃ）は、石川県金沢市鞍月にある、広域自治体である石川県の庁舎の総称。
行政庁舎（自治体組織の石川県庁）、警察本部庁舎（石川県警察）、議会庁舎（石川県議会）から構成される。

## 沿革

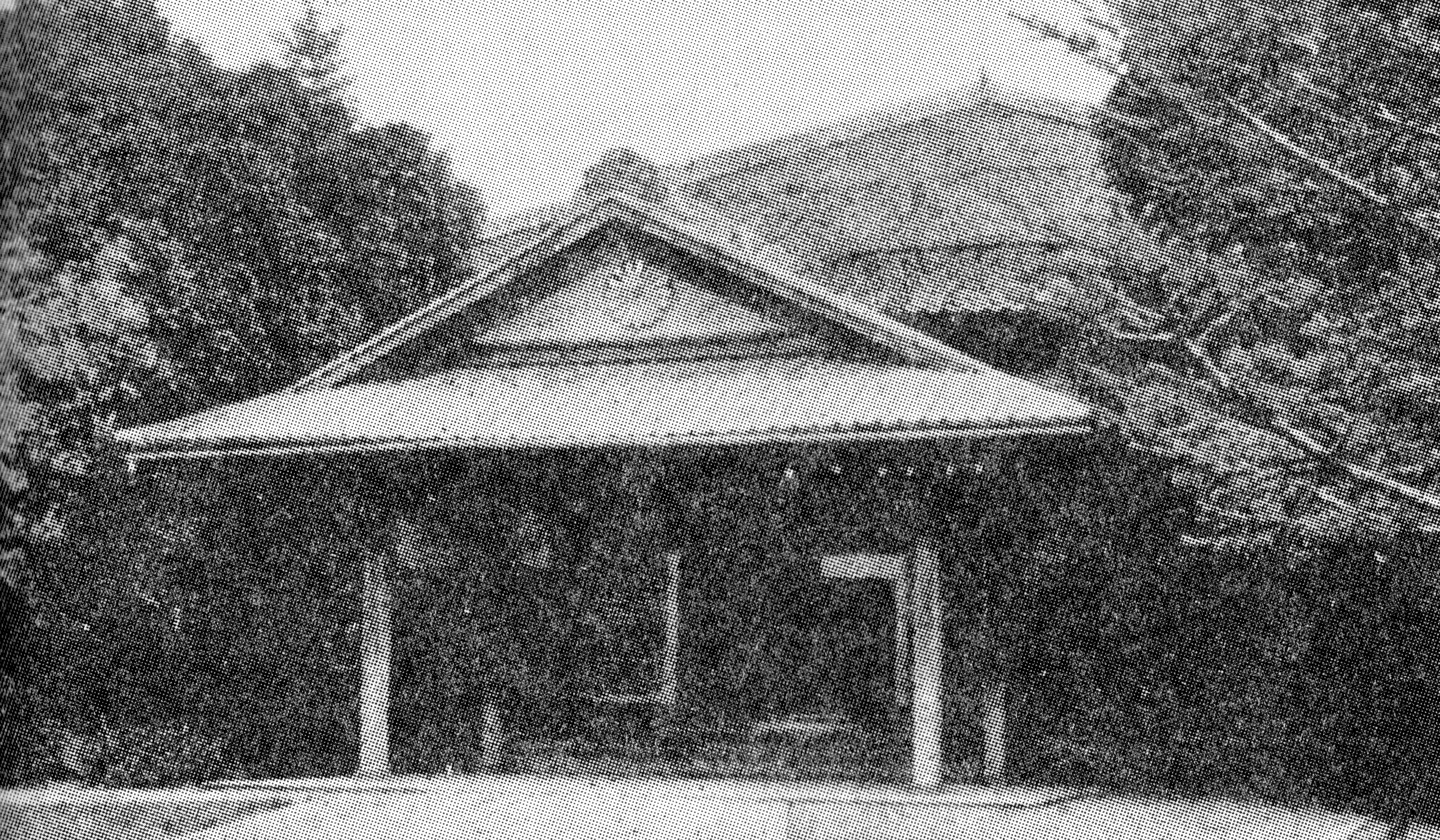
1880年竣工の石川県庁舎

- 1873年（明治6年）1月14日 - 石川県庁を美川町（旧本吉町）から金沢市広坂に移転[2]。
- 1880年（明治13年） - 石川県庁舎（1代目）竣工。
- 1924年（大正13年）6月8日 - 石川県庁舎（2代目）竣工。
- 1953年（昭和28年）11月 - 県議会議事堂開場（1951年着工、1958年完成）
- 1961年（昭和36年）4月 - 東庁舎（石川県警察本部）竣工。
- 1963年（昭和38年）1月 - 教育庁舎（石川県教育委員会）竣工。
- 1964年（昭和39年）7月 - 本庁舎4階部分増築。
- 1965年（昭和40年）3月 - 本庁舎北棟竣工。
- 1974年（昭和49年）5月 - 新館竣工。
- 1979年（昭和54年）6月 - 県議会議事堂・議員会館増築。
- 1993年（平成5年）2月3日 - 中西陽一石川県知事が、県庁移転の意向を正式に表明する[3]。
- 1999年（平成11年）11月1日 - 石川県庁舎（3代目）着工[3]。
- 2002年（平成14年）11月25日 - 石川県庁舎竣工。
- 2003年（平成15年）1月6日 - 石川県庁舎開庁。

## 移転の経緯

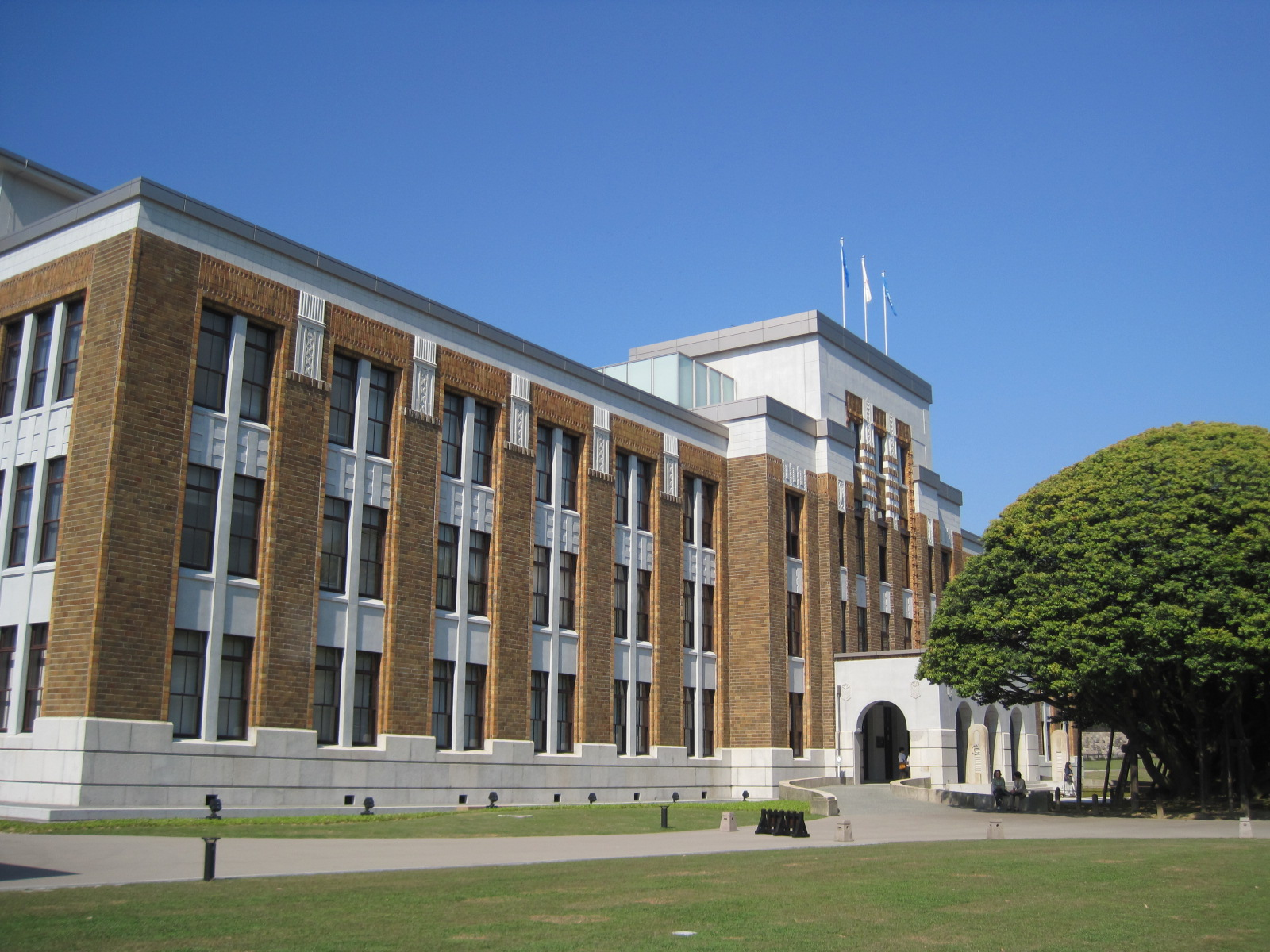
2代目石川県庁舎
（現・石川県政記念しいのき迎賓館）

2代目の石川県庁舎は1924年に国会議事堂（東京都千代田区永田町）の設計に携わった矢橋賢吉の設計による。レンガ造りを施した3階建（一部4階）の鉄筋コンクリート構造で、第2次世界大戦の戦災を免れて長らく石川県のランドマークに位置付けられてきた。
しかし、2代目庁舎が築70年以上が経ち老朽化が顕著になり、庁舎の移転構想が持ち上がるようになる。その後、1992年6月に県庁移転に関する基本構想特別委員会が設置され、1993年4月に石川県庁に移転対策室が設置されることになる。
1996年3月に、石川県庁移転の基本構想がまとまり、1999年11月に金沢市南新保町に庁舎を着工することになった。

## 施設概要
新県庁舎の特徴は県民に広く開放されている点にある。敷地内に緑地帯を設けて、庁舎閉庁日でも気軽に入りやすくしている。また、行政庁舎19階には展望ロビーと喫茶「展望」が設置され、金沢市内を全方向から見渡すことができる。
- 敷地面積 - 103,161m2
  - その内、緑地帯としての「県民の杜」（けんみんのもり）が36,541m2。
- 最高部高 - 98.8m（行政庁舎）

### 行政庁舎
- 地上19階、地下2階[1]
- 地上：鉄骨構造、地下:鉄骨鉄筋コンクリート構造
- 延床面積 - 68,975.09m2[1]

### 警察本部庁舎
- 地上8階、地下1階[1]
- 地上：鉄骨構造、地下：鉄骨鉄筋コンクリート構造
- 延床面積 - 24,125.07m2[1]

### 議会庁舎
- 地上4階、地下1階[1]
- 鉄骨鉄筋コンクリート構造
- 延床面積 - 12,453.97m2[1]
- 議場席 - 52席
- 傍聴席 - 200席

## 交通

### バス
県庁バス広場には、県庁移転時に設定されたシティライナーをはじめとする北鉄バス各路線が乗り入れ、金沢駅や香林坊、野町駅をはじめとする市内各方面へ発着している。特に花里線、額住宅線、鈴見線などでは出退勤時間帯に通常の金沢駅発着から県庁前まで延長したダイレクト便が運行されている。
また、北鉄奥能登バスの特急バスが能登方面に限り県庁バス広場に乗り入れている。金沢駅西口方面はけやき大通りを挟んだ向かい側に県庁前の降車場があったが、現在は中央病院に乗り入れている。

## その他の庁舎
石川県幸町庁舎
- 石川県金沢市幸町にある庁舎で、石川県住宅供給公社、石川県土地開発公社、石川県後期高齢者医療連合などが入居している。

石川県本多の森庁舎

## 施設周辺
- 石川県立中央病院
- 日本赤十字社 石川県血液センター
- 石川県地場産業振興センター
- 石川県立金沢西高等学校